# 牟田太陽
牟田 太陽（むた たいよう、1972年〈昭和47年〉11月18日 - ）は、日本の実業家、経営者。日本経営合理化協会理事長。

## 略歴
神奈川県川崎市出身。大学卒業と同時に、単独、日本人が一人もいないアイルランドの村に飛び込み、和食レストランを立ち上げ、大成功を収めた。帰国後、日本経営合理化協会に入協。以来、経営ノウハウ、思想哲学を伝える社長実務セミナー「実学の門」、少人数の私塾「無門塾」「地球の会」、後継者育成の「後継社長塾」など、数多くの勉強会を企画・運営する。
20歳代から触れ合うほとんどの人物が経営者や一流コンサルタント、著名人という環境の中で、経営の手腕を磨き、企画部長、専務理事を経て、2017年7月より現職。オーナー企業の経営者、後継者との交流が非常に広く、事業継承特有の問題に関しても、多岐に亘る経験を持つ。
現在、牟田學の「実学の門」「無門塾」を引継ぎ、現在、講師を務める。2019年12月より静岡県立大学、2021年6月より明治大学にてゲスト講師を務める。。
著書に『幾代もの繁栄を築く 後継社長の実務と戦略』（PHP研究所）、『「後継者」という生き方』（プレジデント社）。ポッドキャスト「牟田太陽の社長業ネクスト」配信中。

## 著書
- 『幾代もの繁栄を築く 後継社長の実務と戦略』（PHP研究所）
- 『「後継者」という生き方』（プレジデント社）